# Huân chương Kháng chiến
Huân chương Kháng chiến là một loại huân chương của Nhà nước Việt Nam Dân chủ Cộng hòa (nay là Nhà nước Cộng hòa Xã hội Chủ nghĩa Việt Nam), đặt ra lần đầu theo Sắc lệnh số 216/SL ngày 20 tháng 8 năm 1948 của Chủ tịch nước Việt Nam Dân chủ Cộng hòa. Theo Luật Thi đua - Khen thưởng (ban hành ngày 26 tháng 11 năm 2003) thì Huân chương Kháng chiến không còn nằm trong thang bậc khen thưởng của Nhà nước Việt Nam.

## Tổng quan

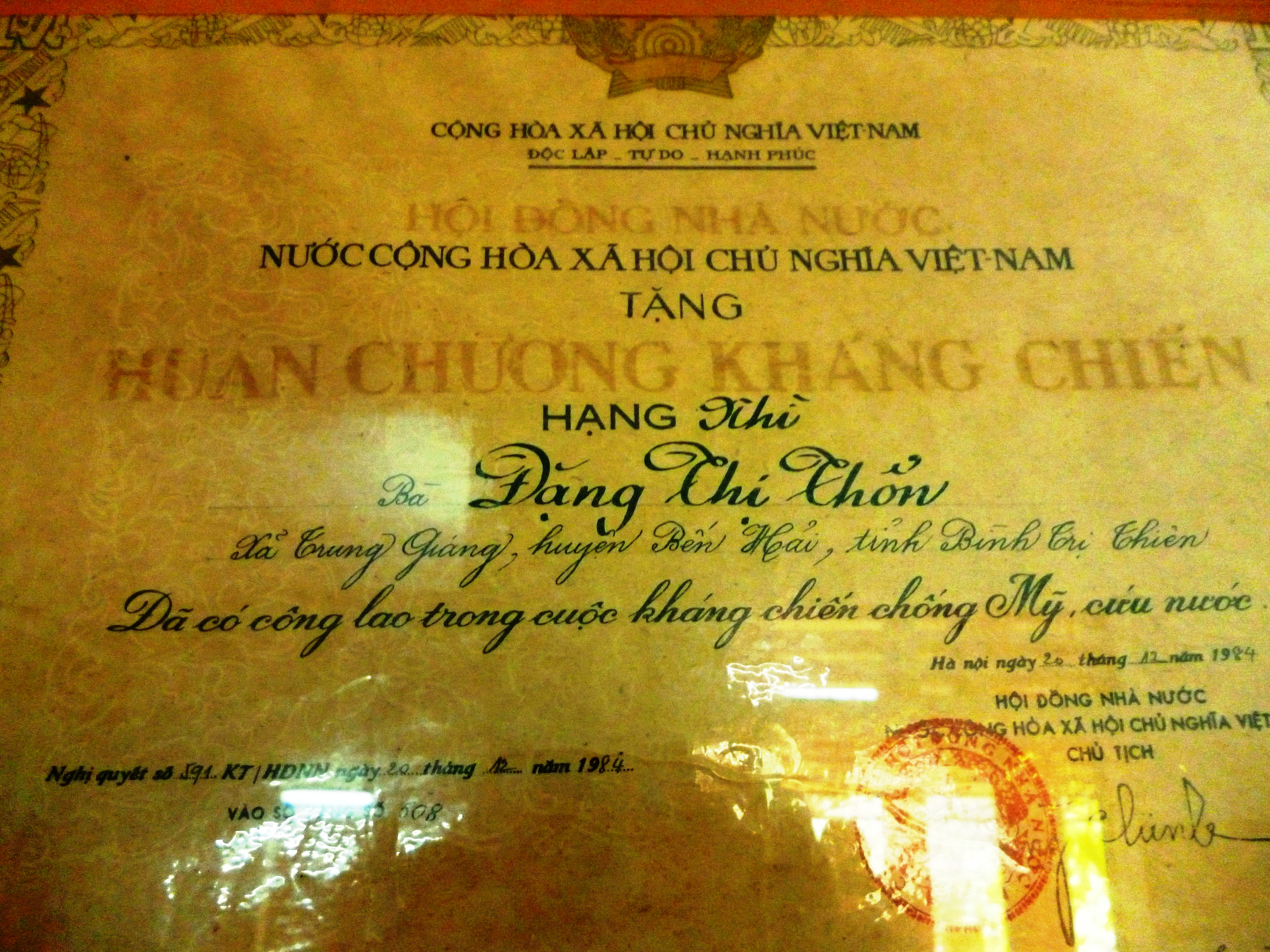
Huân chương Kháng chiến hạng Nhì (mẫu năm 1984)

Huân chương kháng chiến để tặng cho tập thể, gia đình, tặng hoặc truy tặng cho cá nhân (kể cả tập thể và cá nhân nước ngoài) có công lao, thành tích trong Chiến tranh Đông Dương (1946-1954) và Chiến tranh Việt Nam (1954-1975). Những cá nhân có thành tích dưới mức tiêu chuẩn thưởng Huân chương Kháng chiến hạng ba thì được tặng hoặc truy tặng Huy chương Kháng chiến. Huân chương Kháng chiến có 3 hạng được phân biệt bằng số sao đính trên dải và cuống huân chương: hạng nhất có 3 sao, hạng nhì có 2 sao, hạng ba có 1 sao. Thẩm quyền tặng, truy tặng Huân chương Kháng chiến do Chủ tịch nước quyết định.

## Đối tượng và tiêu chuẩn khen thưởng

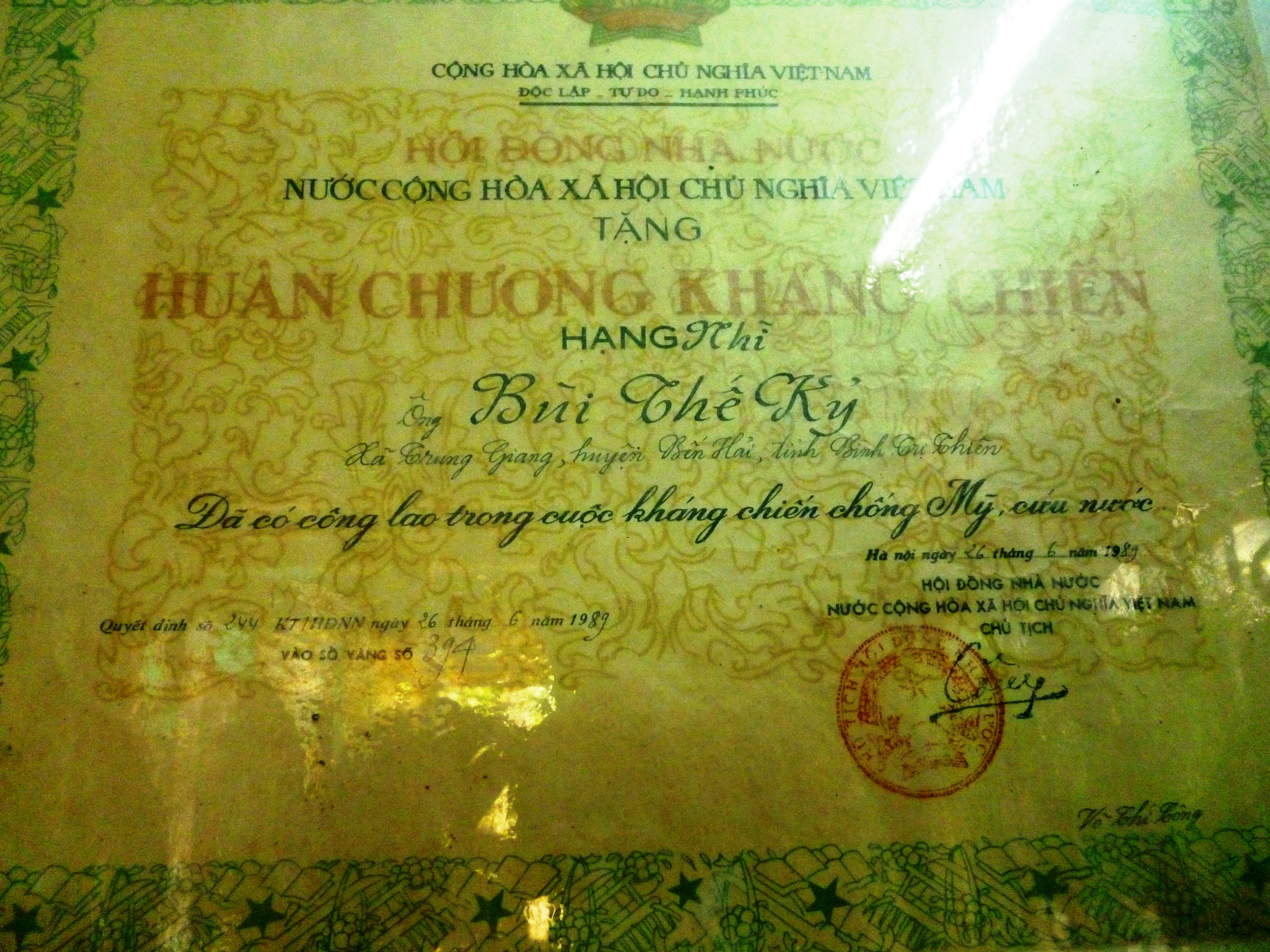
Huân chương Kháng chiến hạng Nhì (mẫu năm 1989) danh cho cá nhân trong chiến tranh Việt Nam

### Huân chương Kháng chiến (thời kỳchiến tranh Đông Dương)

#### Cá nhân
Cá nhân (kể cả cá nhân nước ngoài) có công lao, thành tích trong Chiến tranh Đông Dương (1946-1954) được thưởng các hạng huân chương tùy theo chức vụ và thời gian tham gia kháng chiến.

### Huân chương Kháng chiến (thời kỳchiến tranh Việt Nam)

#### Cá nhân
1. Mốc thời gian xét khen thưởng: tính từ ngày 20 tháng 7 năm 1954 đến ngày 30 tháng 4 năm 1975.
2. Đối tượng được khen thưởng: có 4 đối tượng sau
  1. Cán bộ, chiến sĩ các Lực lượng vũ trang nhân dân, gồm quân đội và công an.
  2. Cán bộ, công nhân, viên chức nhà nước và cán bộ các đoàn thể, kể cả công nhân quốc phòng và thanh niên xung phong (được tổ chức trong thời kỳ từ ngày 20 tháng 7 năm 1954 đến ngày 30 tháng 4 năm 1975).
  3. Cán bộ cấp xã, phường, thôn, ấp, cán bộ hợp tác xã, tự vệ và dân quân du kích.
  4. Những người không phải là cán bộ, chiến sĩ mà có thành tích trong kháng chiến.
3. Tiêu chuẩn xét khen thưởng: Tiêu chuẩn xét khen thưởng đối với 4 đối tượng trên đây là căn cứ vào thời gian tham gia kháng chiến và thành tích đóng góp của mỗi người:
  - Công tác tích cực và liên tục đến ngày 30 tháng 4 năm 1975.
  - Từ ngày tham gia kháng chiến đến lúc xét khen thưởng không phạm sai lầm nghiêm trọng.
4. Mức khen thưởng:
  - Hạng nhất: tặng thưởng những người tham gia kháng chiến 20 năm.
  - Hạng nhì: tặng thưởng những người tham gia kháng chiến từ 15 năm đến dưới 20 năm.
  - Hạng ba: tặng thưởng những người tham gia kháng chiến từ 10 năm đến dưới 15 năm.